# Lembophyllaceae
Lembophyllaceae er en familie af mosser med omkring 14 slægter
. Arterne i denne familie har oftest ægformede, hule blade, stængel- og grenblade af forskellig udseende og oprette og symmetriske sporehuse.
I Danmark findes slægten Stammemos (Isothecium).
| Slægter |

- Acrocladium
- Bestia
- Camptochaete
- Dolichomitriopsis
- Fallaciella
- Fifea
- Stammemos (Isothecium)
- Lembophyllum
- Looseria
- Neobarbella
- Pilotrichella
- Rigodium
- Tripterocladium
- Weymouthia

Familien har til tider kun omfattet få slægter fra den sydlige halvkugle
,
men nye DNA-studier har vist, at de oprindelige slægter alligevel bør inkluderes
.